# C. Jay Cox
C. Jay Cox (n. 1 ianuarie 1962, Nevada, SUA), este un actor, regizor de film și scenarist american.

## Filmografie

### Actor
- 1987 Nightmare Sisters
- 1987 The Offspring

### Regizor
- 2008 Kiss the Bride
- 2003 Latter Days
- 1998 Reason Thirteen (Scurt metraj)
- 1996 Get That Girl

### Scenarist
- 2009 New in Town
- 2003 Latter Days
- 2002 Casă dulce casă
- 1998 Reason Thirteen  (Film de scurt metraj)
- 1998 The Governess
- 1998 The Thing in Bob's Garage

1. 1 2   https://mormonarts.lib.byu.edu/people/c-jay-cox/ Lipsește sau este vid: |title= (ajutor)
2. ↑  Czech National Authority Database, accesat în 1 martie 2022
3. ↑  CONOR.SI[*] Verificați valoarea |titlelink= (ajutor)